# The Royal Teens
I Royal Teens erano un gruppo rock and roll statunitense.

## Storia
Formato nel 1956 conosciuto per la canzone Short Shorts che raggiunse la terza posizione delle classifiche nel 1958. Il seguente singolo fu Believe me che raggiunse la posizione numero 26 delle classifiche. Non hanno mai registrato un album e si sciolsero nel 1965, in seguito anche all'abbandono di Bob Gaudio che andò nei Four Seasons. Inoltre un altro membro, Al Kooper, più tardi formò la band Blood, Sweat & Tears.

## Formazione
- Bill Crandle – sassofono
- Bill Dalton – basso
- Tom Austin – batteria
- Bob Gaudio – pianoforte
- Larry Qualiano – sassofono
- Joe Francovilla – voce
- Al Kooper – chitarra

## Discografia

### Singoli
- 1958 – Short Shorts
- 1958 – Big Name Button
- 1958 – Harvey's Got a Girlfriend
- 1958 – Open the Door
- 1959 – 'Sittin With My Baby
- 1959 – Leotards
- 1959 – Believe Me
- 1960 – The Moon's Not Meant for Lovers (Anymore)
- 1960 – It's the Talk of the Town